# Lijst van beschermd erfgoed in de gemeente Ettelbruck
In deze lijst van beschermd erfgoed in de gemeente Ettelbruck zijn alle geclassificeerde nationale monumenten van de Luxemburgse gemeente Ettelbruck opgenomen.

## Monumenten per plaats

### Ettelbruck
| Object                       | Bouwjaar/architect | Locatie                         | Datum beschermd?      | Coördinaten | Afbeelding |
| ---------------------------- | ------------------ | ------------------------------- | --------------------- | ----------- | ---------- |
| Gebouwen                     |                    | Grand-Rue 61 en rue Guillaume 5 | 29 januari 2010 (MN)  |             |            |
| Gebouw                       |                    | avenue Lucien Salentiny 35      | 12 februari 2010 (MN) |             |            |
| Oude pastorie van Ettelbruck |                    |                                 | 25 oktober 1945 (IS)  |             |            |
| Gebouw                       |                    | Grand-Rue 7                     | 23 maart 2009 (IS)    |             |            |
| Gebouw                       |                    | Grand-Rue 9                     | 23 maart 2009 (IS)    |             |            |
| Gebouw                       |                    | Grand-Rue 13                    | 23 maart 2009 (IS)    |             |            |
| Gebouw                       |                    | Grand-Rue 15                    | 23 maart 2009 (IS)    |             |            |
| Gebouw                       |                    | rue de Bastogne 1               | 23 maart 2009 (IS)    |             |            |
| Gebouwen                     |                    | rue de Bastogne 3               | 23 maart 2009 (IS)    |             |            |
| Gebouwen                     |                    | rue Prince Henri 27 en 29       | 23 maart 2009 (IS)    |             |            |

## Bron
- Liste des immeubles et objets classés monuments nationaux ou inscrits à l'inventaire supplémentaire